# 4-フマリルアセト酢酸
4-フマリルアセト酢酸（4-フマリルアセトさくさん、4-Fumarylacetoacetate）は、フェニルアラニンおよびチロシンの代謝中間体の一つ。
4-マレイルアセト酢酸のマレイルアセト酢酸イソメラーゼによる異性化によって生じ、フマリルアセトアセターゼによってアセト酢酸とフマル酸に加水分解される。